# Schu-mine 42
A Schü-mine 42 (Schützenmine 42, "modelo de mina do fuzileiro de 1942"), foi uma mina antipessoal alemã usada durante a Segunda Guerra Mundial . Consistia em uma caixa simples de madeira com tampa articulada contendo 200 gramas (7,1 oz) bloco de TNT fundido e um detonador tipo ZZ-42. Uma fenda na tampa pressiona o pino de retenção do ferrolho, a pressão suficiente na tampa faz com que o pino se movesse, liberando o ferrolho que aciona o detonador.
A mina era barata de produzir e instalada em grande número. Como um dos primeiros exemplos de uma mina de com a mínima quantidade de metal, era difícil detecção para os primeiros detectores de metal - o único metal presente era uma pequena quantidade no detonador da mina.
A experiência tem mostrado que a bobina dos detectores de minas deve passar muito perto da mina antes que qualquer reação seja obtida. A detecção é ainda mais difícil quando a busca é feita em terreno contendo estilhaços de outras detonações. Também é difícil localizar a mina Schu por observação ou sondagem porque é relativamente pequena.
Durante a Campanha da Normandia, os britânicos recorreram ao uso de cães detectores de explosivos para encontrá-las.